# Xuân Trường, Cao Bằng
Xuân Trường là một xã thuộc tỉnh Cao Bằng, Việt Nam.

## Địa lý
Xã Xuân Trường nằm ở phía đông huyện Bảo Lạc, cách thị trấn Bảo Lạc khoảng 20 km về phía đông, có vị trí địa lý:
- Phía đông giáp huyện Hà Quảng
- Phía tây giáp xã Khánh Xuân và xã Phan Thanh
- Phía nam giáp xã Hồng An
- Phía bắc giáp huyện Hà Quảng và xã Khánh Xuân.

Xã Xuân Trường có diện tích 81,59 km², dân số năm 2019 là 4.003 người, mật độ dân số đạt 49 người/km².
Xã thuộc vùng núi trung bình của huyện Bảo Lạc, có độ cao trung bình khoảng 800m so với mực nước biển. Địa hình tương đối phức tạp, bị chia cắt bởi các dãy núi đá, núi đất xen kẽ các thung lũng nhỏ và nghiêng theo hướng Tây Nam – Đông Bắc. Địa thế hiểm trở được tạo ra bởi những dãy núi đá vôi dốc đứng, hang động và các khe suối ngang dọc, gây khó khăn đến quá trình sản xuất và đi lại của người dân trên địa bàn xã, nhưng cũng là một trong những điều kiện thuận lợi trong phát triển du lịch sinh thái và nghỉ dưỡng.
Trên địa bàn xã có một số ngọn núi như Bó Héc, Cô Péc, Đin Đeng, Lắm Côm, Lẳm Củm, Phia Phoong, Pờ Cả Tản và các lũng: Áng Lỏng, Phát, Quang, Tày Đủm, Tràm; có hồ Thốm Lốm cùng các dòng suối Cốc Tả, Piêng Pán, Tả Nọ và có Đồn biên phòng Xuân Trường đóng trên địa bàn.

## Hành chính
Xã Xuân Trường được chia thành 14 xóm: Bản Chuồng, Cao Bắc, Cáp Cán, Lũng Pèo, Lũng Rạc, Mù Chảng, Nà Đoỏng, Phia Phoong, Phìn Sảng, Tả Xáy, Thẳm Tôm, Thiêng Lầu, Thua Tổng, Xà Phìn.

## Lịch sử
Thời Pháp thuộc, Xuân Trường là tên một tổng, còn địa bàn xã có tên gọi là xã Ân Quang.
Từ cuối thế kỷ XIX đến trước và sau năm 1945, địa bàn xã Xuân Trường hiện nay gồm hai xã Xuân Trường và Đồng Mu thuộc tổng Xuân Trường, huyện Bảo Lạc.
Ngày 10 tháng 6 năm 1981, Hội đồng Chính phủ ban hành Quyết định 245-CP về việc sáp nhập xã Đồng Mu vào xã Xuân Trường.
Đến năm 2019, xã Xuân Trường được chia thành 18 xóm: Thua Tổng, Bản Thán, Nà Đoỏng, Tả Xáy, Thiêng Lầu, Nà Chộc, Bản Chuồng, Phia Phoong, Lũng Rạc, Lũng Pèo, Phìn Sảng, Mù Chảng, Cao Bắc, Cốc Kệch, Thẳm Tôm, Lũng Pù, Xà Phìn, Lũng Mật.
Ngày 9 tháng 9 năm 2019, Hội đồng Nhân dân tỉnh Cao Bằng ban hành Nghị quyết số 27/NQ-HĐND về việc:
- Sáp nhập xóm Bản Thán vào xóm Nà Đoỏng
- Sáp nhập xóm Nà Chộc vào xóm Bản Chuồng
- Sáp nhập hai xóm Lũng Pù và Lũng Mật thành xóm Cáp Cán
- Sáp nhập xóm Cốc Kệch vào xóm Cao Bắc.